# محمود مختاریان

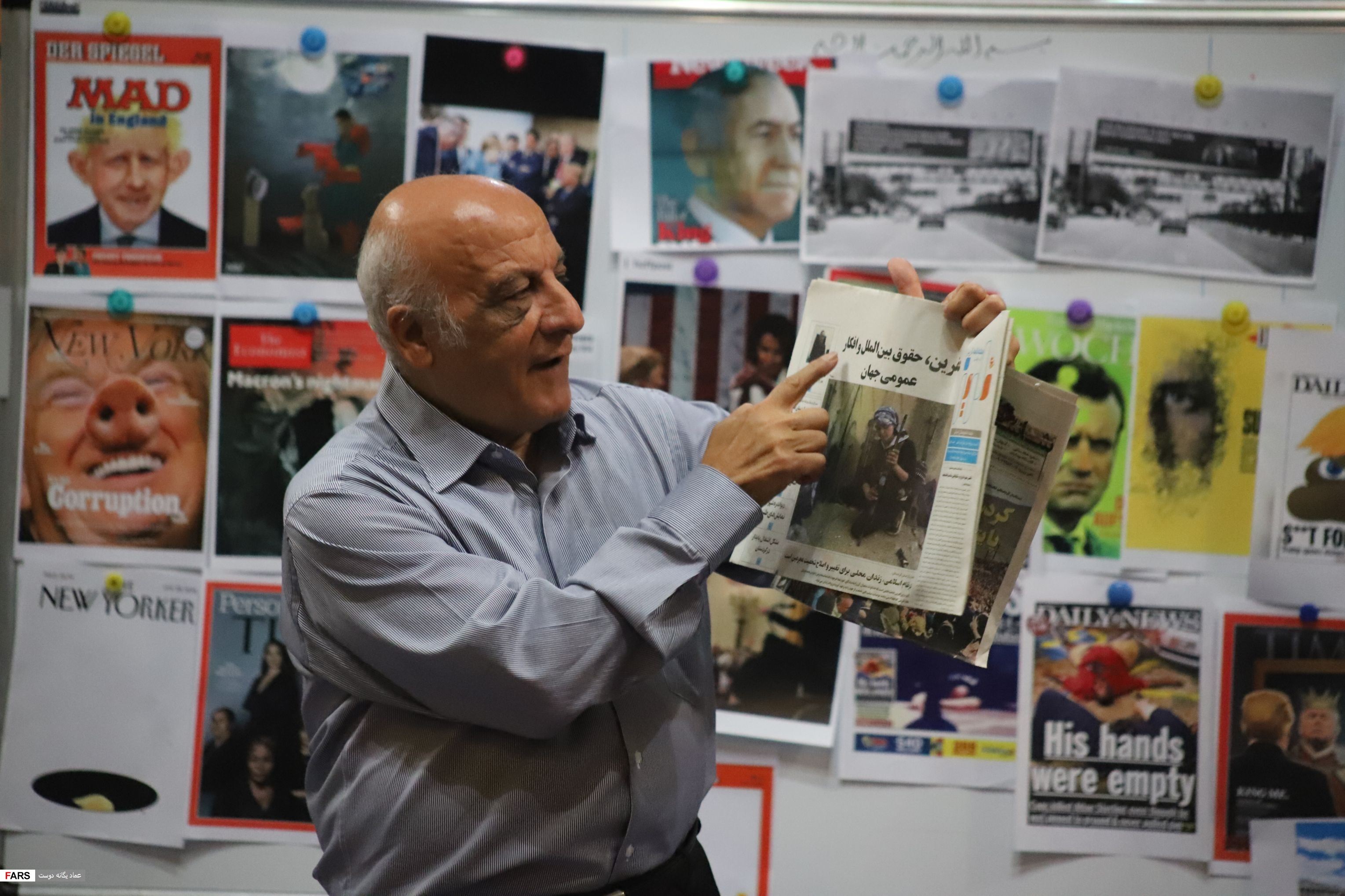
مختاریان در کارگاه سواد رسانه‌ای

محمود مختاریان (متولد ۱۳۳۰ در تهران) روزنامه‌نگار، پژوهشگر و استاد دانشگاه ایرانی است. او به موضوعاتی مثل روزنامه‌نگاری، فتوژورنالیسم، چاپ و گرافیک و صفحه‌آرایی می‌پردازد. در سال ۱۳۹۳ وزارت فرهنگ و ارشاد ایران از مختاریان به عنوان «پیشکسوت روزنامه نگاری» تقدیر کرد. در سال ۱۳۹۶، دانشگاه سوره از ۴۵ سال فعالیت مطبوعاتی مختاریان تجلیل کرد.

## حرفه کاری
مختاریان در سال ۱۳۴۸ وارد روزنامه کیهان شد و تا سال ۱۳۵۶ تحت نظر مصطفی مصباح زاده کار کرد. سپس به مدت یک سال به روزنامه الاهرام پیوست. او همچنین به مدت سه ماه در روزنامه گاردین کارآموزی کرده‌است. مختاریان ۱۵ سال معاونت فنی سردبیری روزنامه کیهان را برعهده داشت. مختاریان با پیوستن حسین شریعتمداری به کیهان از این روزنامه رفت. او در سال ۱۳۷۲ به روزنامه ایران پیوست و تا ۱۳۹۵ به فعالیت در این روزنامه ادامه داد.
مختاریان از سال ۱۳۷۰ تدریس خود را در زمینه فتوژورنالیسم و صفحه‌آرایی شروع کرد.